# Project One (Musikprojekt)
Project One ist ein gemeinsames Projekt der Hardstyle-DJs Headhunterz und Wildstylez, das 2008 gegründet wurde.

## Karriere
2008 riefen Willem Rebergen alias Headhunterz und Joram Metekohy alias Wildstylez zwei der bekanntesten Produzenten des Hardstyle-Genres das Projekt ins Leben. Noch im gleichen Jahr veröffentlichten sie ein Album, das aus 13 Tracks bestand. Die Arbeiten an diesem wurden innerhalb von drei Monaten fertig gestellt. Laut eigener Aussage stellten sie wöchentlich einen neuen Track fertig. Nach Album-Release am 3. Juli 2008, wurden alle Tracks des Albums in Vollversionen und einer Remix-Version über „Scantraxx“ veröffentlicht.
Ihr erster Auftritt erfolgte bei der Defqon.1 2008. Ein weiteres Set spielten sie auf der Qlimax desselben Jahres. Bei diesen erschien das Duo im Anzug gekleidet, mit verdeckten Augen. In den Folgejahren wurde der Werdegang des Projekts nicht weiter verfolgt. Zwar erfolgten weitere Kollaborationen zwischen Headhunterz und Wildstylez, jedoch erschienen diese nicht unter jenem Pseudonym. Auf ausgewählten Festivals trat das Duo als Überraschungs-Act gelegentlich auf. Letztmals beim X-Qlusive Wildstylez 2013.
Am 8. Oktober 2016 wurde Project One als Act für die Qlimax 2016 bestätigt, was zu große Aufruhr in der Branche sorgte. Sie traten dabei erstmals seit 2013 wieder gemeinsam auf und stellten in dem Zuge eine neue Produktion vor. Diese trägt den Titel Luminosity und erhielt großen Zuspruch. In den kommenden Monaten traten sie bei weiteren Festivals auf. Allesamt erfolgten in einer ähnlichen Kostümierung wie zur Gründung, doch mit weitaus stärker geschminkten Gesichtern.
Am 10. November 2017 veröffentlichte das Duo die EP EP I. Luminosity bildete den Titeltrack dieser. Neben diesem sind ebenfalls die Lieder One Without A Second und It’s An Edit sowie ein Remix von Sound Rush zu ihrem selbstbetitelten Lied Project 1 enthalten.
Vom 22. August 2019 bis zum 24. August 2019, fand auf dem Nürburgring die vierte Ausgabe des „New Horizons Festival“ statt, wo Project One, auf der Mainstage „Capital Park“, ihren ersten deutschen Auftritt abgehalten hat. - Weitere Auftritte in Deutschland bisher nicht geplant. 

## Diskografie

### Alben
- 2008: The Album

### Singles & EPs
- 2008: Fantasy Or Reality / It's A Sine
- 2008: The Art Of Creation / Numbers
- 2008: Best Of Both Worlds / Rate Reducer
- 2008: The Story Unfolds / Raiders Of The Sun
- 2008: The World Is Yours / Halfway There
- 2008: Life Beyond Earth / The Zero Hour
- 2009: Rmxz_001
- 2017: EP I
- 2018: Maximum Force (Defqon.1 2018 Anthem)

### Sonstige Veröffentlichungen
- 2011:  The Art Of Yellow (Mash-Up von Project Ones The Art Of Creation und Noisecontrollers’ Yellow Minute)